# Le Hanouard
Le Hanouard is een gemeente in het Franse departement Seine-Maritime (regio Normandië) en telt 226 inwoners (2005). De plaats maakt deel uit van het arrondissement Le Havre.

## Geografie
De oppervlakte van Le Hanouard bedraagt 4,3 km², de bevolkingsdichtheid is 52,6 inwoners per km².
De onderstaande kaart toont de ligging van Le Hanouard met de belangrijkste infrastructuur en aangrenzende gemeenten.

## Demografie
Onderstaande figuur toont het verloop van het inwonertal (bron: INSEE-tellingen).